# Marius Klostermann
Marius Klostermann (* 27. September 1983 in Köln) ist ein deutscher American-Football-Spieler.
Er spielte bis Oktober 2007 bei den Bergisch Gladbach Lions als Defense End. Ab November 2007 spielte er für die Cologne Falcons und wurde dort in der Saison 2008 als Kicker und als Defensive Lineman eingesetzt. Für die Saison 2009 wechselte er zu den Hohenems Blue Devils nach Österreich. Von 2010 bis 2012 war er für die Calanda Broncos in der Nationalliga A (Schweiz) als Spieler aktiv.

## Sonstiges
- 2011 Allstar Team Schweiz[3]
- 2011 Swiss Bowl, Sieger
- 2011 Deutsche Nationalmannschaft 2. Länderspiel gegen Italien[4]
- 2010 9. Internationale Sportnacht Davos: Ehrung mit dem Sportnachtkristall (Calanda Broncos)[5]
- 2010 Swiss Bowl, Sieger
- 2010 EFAF Cup, Gewinner
- 2009 CEFL, Vizechampion[6]
- 2009 Einberufung in die Deutsche Nationalmannschaft A-Kader 1. Länderspiel Deutschland gegen Frankreich
- 2008 Team-Defense MVP
- 2008 Wahl zum Lieblingsspieler der Fans (Defense GFL/GFL2)[7]
- 2008 Teilnahme am IPD NFL combine Europe
- 2007 Team-Lineman of the year

## Statistik
| Saison | Name               | Team            | Position | Spiele | Solo | Assist | Sacks | Tackles for loss | Total | Tackles pro Spiel |
| ------ | ------------------ | --------------- | -------- | ------ | ---- | ------ | ----- | ---------------- | ----- | ----------------- |
| 2008   | Marius Klostermann | Cologne Falcons | DL       | 11     | 28   | 12     | 10    | 13               | 40    | 3.6               |